# Cerretani

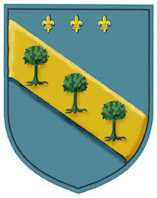
Stemma de' Certani o Cerretani

I Cerretani o Certani o ancora Baroni del castello di Cerreto sono un'antica famiglia di Firenze, Siena e Bologna. Le sue radici affondano in più di mille anni di storia e portano con sé un titolo comitale antecedente il x secolo.

## Storia
Famiglia antichissima appartenente alla nobiltà feudale, che la tradizione vuole originaria della Francia. Il primo personaggio a stabilirsi in Siena fu Oddo "principe della Francia Orientale", chiamato dai Longobardi Bandscinel. Giunse, all'incirca nell'anno 770, come cavaliere al seguito di Carlo Magno e qui rimase dando origine a una prosperosa discendenza che assunse inizialmente i cognomi di Franzese successivamente, da Berardo in poi, Berardenghi, Bandinelli, Cerretani, Certani e da Palazzo. Già dall'anno 867 Winigis, messo imperiale a Lucca, portava i titoli di conte di parte della toscana, di Roselle e primo conte della città di Siena. Nello stesso anno fondava il monastero femminile a Fontebuona.  
Il conte Bandinello, che riprese il soprannome del principe Oddo suo antenato, fu primo Console di Giustizia di Siena nell'anno 1040. Ebbe due figli: Ranuccio di Bandinello che diede origine alla famiglia Bandinelli, dalla quale nacque papa Alessandro III (1159-1181) e Gualfreduccio Bandinelli signore di Cerreto che ebbe a sua volta due figli: Spinello che originò i Cerretani di Firenze con diramazioni a Bologna e a Poitou (Francia). E Ciampolo che originò i Cerretani di Siena. Spinello di Gualfreduccio fu, infatti, esiliato da Siena per essere un cervello " bollente" trovando rifugio presso i conti Guidi nel Mugello dai quali ebbe il Castello di Cerreto Maggio.

Così annota Fedele Soldani nella "Historia Monasterii S. Michaelis de Passignani" intento a descrivere la vita del Beato Benedetto di Cerreto appartenente al ramo di Firenze:  

Nella medesima opera si legge: 
Jacobum, eiusque Fratres Spinellus Senensis genuit, uti clarè apparet in membrana, notata LL. 1011. Abbatiae Passignani, in qua dicitur, quod usque de anno MCCXX. ...»
In un decreto del Tribunale della Sacra Rota, pubblicato dal Notaio Vincenzo Cicelli, in data 2 ottobre 1731, si sancisce la comune discendenza dei Cerretani da quel conte Bandinello dei Berardenghi vissuto in Siena nell'anno 1040.
Sul finire del XIII secolo il cognome di origine feudale de' Cerreto venne trasformato in Cerretani e dopo il XV secolo il ramo che si trasferì a Bologna, impoverito a causa della cacciata dei Medici da Firenze, e il ramo emigrato in Francia intorno al 1600, si modificarono ulteriormente in Certani. A Bologna la famiglia trovò una situazione economica favorevole divenendo tra la fine del '500 e la prima metà del '600 una delle consorterie mercantili più potenti della città. Antonio, Panphilo, Annibale, Obice Annibale Ceretani o Certani saranno più volte Gonfalonieri di Bologna tra il 1630 e il 1694.

Il Compagni nella sua Cronica scrive: 
La famiglia si stabilì a Firenze con Jacopo di Spinello nel 1180 il quale fu subito accolto fra i maggiori della città, per la riconosciuta nobiltà non meno che per l'abbondanza delle sue sostanze. Fece costruire una torre presso l'antica Porta del Vescovo dove visse per lunghissimo tempo la sua discendenza. I cerretani figurano tra i più antichi "prioristi" della città fin dal XIII secolo, Jacopo di Aldobrandino fu degli Anziani nel 1264 e nel 1279; ebbero 37 priori, 3 Gonfalonieri e 4 senatori .
Il ramo di Firenze si estinse nel 1763 con la morte di Filippo di Francesco Cerretani, mentre il ramo dei Cerretani Bandinelli Paparoni e il ramo dei Certani o Cerretani Signori di Cerreto di Bologna sopravvivono ancora nei due rami Chiusoli Certani e Gennari Certani.

## Esponenti
Appartennero a questa famiglia:
- Beato Benedetto de Cerreto abate di S. Bartolomeo di Ripoli,
- l'Abate Giacomo Certani che scrisse "Maria Vergine Coronata",
- Madre Dorotea Felice, badessa del monastero di Cotignola,
- Giovan Filippo Certani, fondatore dell'Accademia dei Selvaggi,
- l'Abate Filippo Maria Certani,
- Padre Giovanni Filippo Certani, dell'Oratorio di San Filippo Neri detto della Madonna di Galiera,
- l'Ingegnere ed agronomo Annibale Certani, ideatore del Canale Emiliano Romagnolo, inventore dell'aratro ravagiatore Certani e noto pioniere dell'agricoltura,
- Antonio Certani, musicista e compositore nonché raccoglitore della collezione Certani di disegni bolognesi, conservata attualmente alla Fondazione Giorgio Cini di Venezia.
- Bartolomeo Cerretani di Paolo che scrisse la storia di Firenze sino al 1522 e che contrastò il Machiavelli riservandogli un accanito disprezzo.
- Padre Francesco Cerretani che fondò nel 1632 insieme a Pietro Bini, su invito dell'Arcivescovo Pietro Niccolini, la Congregazione dell'Oratorio di San Filippo Neri a Firenze.
- Papa Alessandro III

## Stemmi della famiglia
I Bandinelli portarono come arma uno scudo d'oro, al cantone destro un tortello d'azzurro caricato da un cavaliere passante d'argento.
I Cerretani di Siena portarono uno scudo d'oro, al cantone destro di rosso caricato di un castello torricellato di 3,2,1, in tre piani, merlato alla guelfa d'azzurro.
I Cerretani di Firenze portarono inizialmente come arma uno scudo d'oro caricato di un cerro verde sradicato (in alcune rappresentazioni è zollato). Sul finire del XV secolo la modificarono divenendo uno scudo azzurro alla banda d'oro caricata di tre cerri verdi sradicati posti in palo. Il ramo bolognese aggiunse il capo di Francia.

## Galleria d'immagini
Alcuni degli stemmi usati dalla famiglie nelle varie epoche e città:

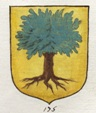
Stemma de' Cerreto
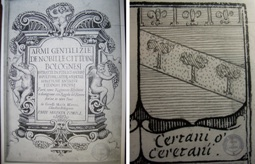
Stemma de' Certani o Cerretani
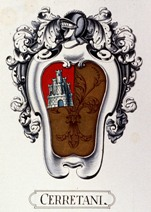
Stemma de' Cerretani di Siena
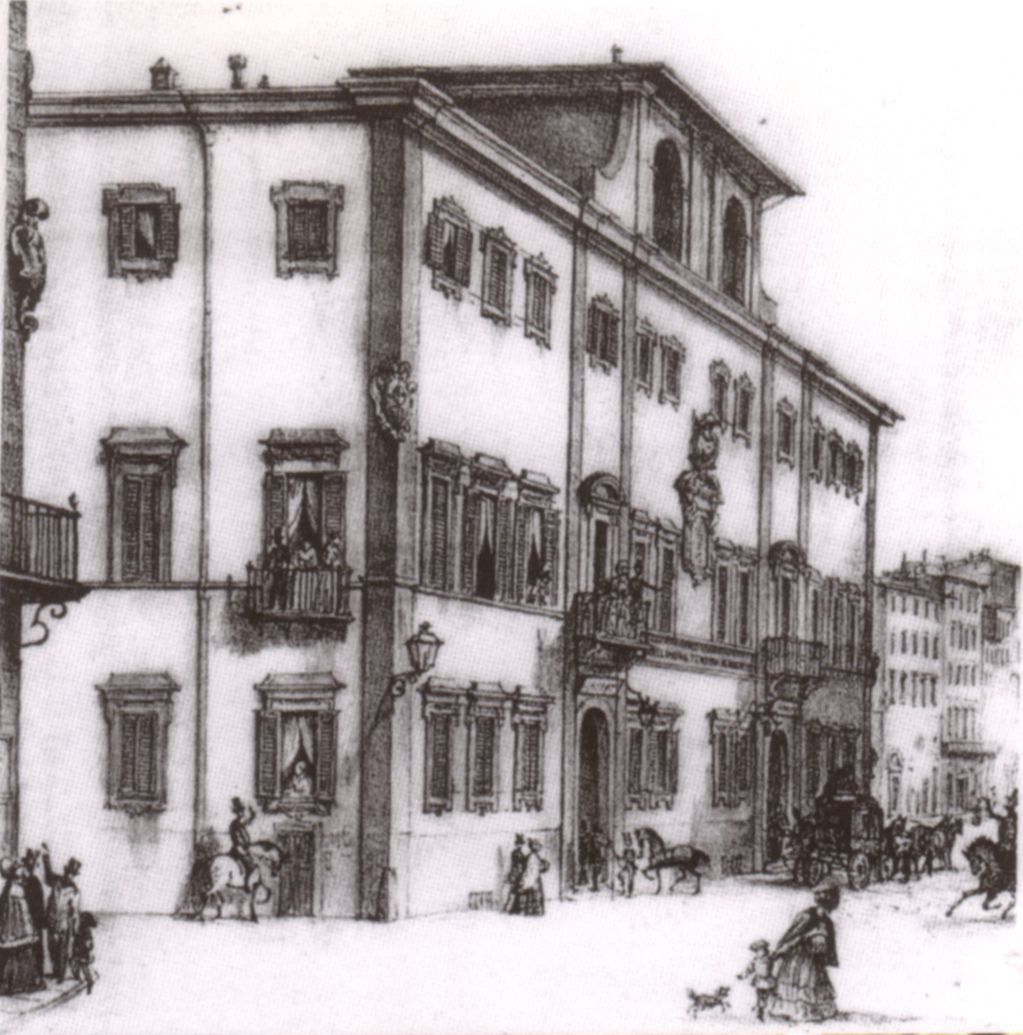
Il Palazzo Cerretani in una stampa d'epoca
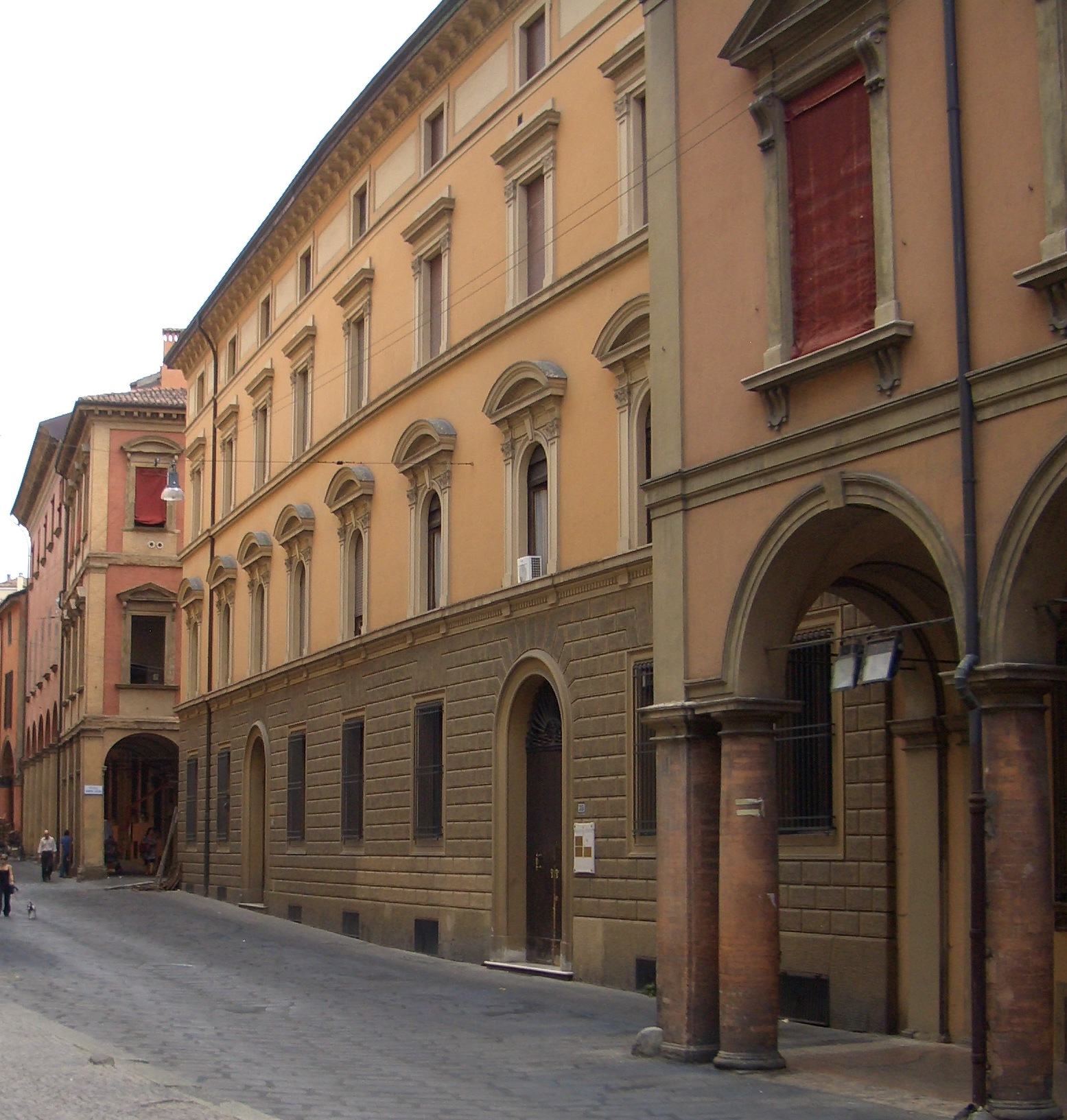
Palazzo Certani a Bologna
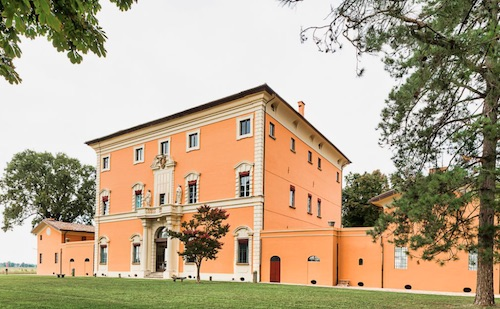
Palazzo Certani a Vedrana di Budrio
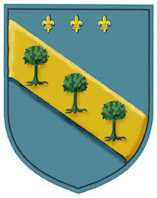
Stemma de' Certani o Cerretani